# Massa de ar

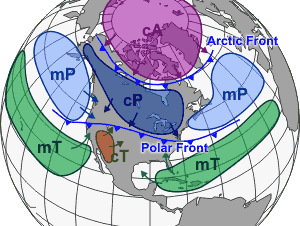
Diferentes massas de ar que afetam a América do Norte, bem como em outros continentes, tendem a ser separadas por fronteiras frontais.

Massa de ar, em meteorologia, é um volume de ar definido pela sua temperatura e teor de vapor de água. Cobre centenas ou milhares de quilômetros quadrados e possui as mesmas características da superfície que está abaixo dela. As massas de ar são classificadas de acordo com a latitude e as suas regiões de origem continental ou marítima. As massas de ar frio são as chamadas massas polares e as massas de ar quentes são denominadas massas de ar tropical. Massas de ar continentais são secas,  enquanto que as marítimas são de monção úmida. Os sistemas frontais separam as massas de ar que têm diferentes densidades e  temperaturas. Uma vez que uma massa de ar se move para longe de sua região de origem, fatores como a vegetação e disponibilidade de água numa determinada região podem modificar rapidamente o seu caráter. A dinâmica das massas de ar serviu de base para a Classificação climática de Alisov.

## Classificação
A classificação Bergeron é a forma mais amplamente aceita de classificação das massas de ar, embora haja outras classificações mais refinadas que são usadas em diferentes regiões do globo. A classificação das massas de ar envolve três letras. A primeira letra descreve suas propriedades umidade, sendo que a letra "c" é usada para massas de ar continental (seco) e o "m" representa massas de ar marítimas (úmido). A segunda letra descreve a característica térmica de sua região de origem: "t" para tropical, "p" para polar, "a" para o Ártico ou Antártida, "m" para áreas de monção, "e" para regiões equatoriais e "s" para o ar superior (ar seco formado por movimento descendente significativo na atmosfera). A terceira letra é usada para designar a estabilidade da atmosfera. Se a massa de ar é mais fria que a terra debaixo dele, ele é rotulado "k". Se a massa de ar é mais quente que o chão, ele é rotulado "w".

Regiões de origem das massas de ar ao redor do mundo.

As massas de ar de origem oceânica são indicadas com uma minúscula "M" (que vem de "marítima"), enquanto as massas de ar de origem continental são indicadas com uma letra minúscula "C" ("continental"). As massas de ar também são indicadas como com ártica (letras maiúsculas "A", ou "AA" para as massas de ar antárticas), polar ("P" maiúscula), tropical ("T" maiúscula), ou equatorial ("E" maiúscula). Estes dois conjuntos de atributos são usados em combinações, dependendo da massa de ar que está sendo descrita. Por exemplo, uma massa de ar sobre o sudoeste do deserto dos Estados Unidos no verão pode ser designada "cT". Uma massa de ar de origem sobre o norte da Sibéria no inverno pode ser indicada como "cA". No Sul da Ásia, uma letra maiúscula "M" (de "Monsoon") tem sido ocasionalmente usado para designar uma massa de ar dentro do regime de monção do verão na região.
A estabilidade de uma massa de ar pode ser mostrada usando-se uma terceira letra, ou "k" (ar mais frio do que a superfície abaixo dele) ou "w" (massa de ar mais quente que a superfície abaixo dele). Um exemplo disto pode ser uma massa de ar polar soprando sobre o Corrente do Golfo, denominado "cpk". Outra convenção utilizada com estes símbolos é a indicação de modificação ou transformação de um tipo para outro. Por exemplo, uma massa de ar ártica soprada sobre o Golfo do Alasca pode ser denominada como "CA-mpk". No entanto, uma outra convenção indica a estratificação das massas de ar em determinadas situações. Por exemplo, a invasão de uma massa de ar polar por uma massa de ar a partir do Golfo do México sobre a região central dos Estados Unidos pode ser mostrada com a nomeclatura "mT / CP" (às vezes usando uma linha horizontal como na notação de fração).
Em Portugal são sete tipos de massas de ar que atuam sobre o território do país: massa de ar polar continental frio (Pck); massa de ar polar continental quente (Pcw); massa de ar polar marítimo frio (Pmk); massa de ar polar marítima quente (Pmw); massa de ar tropical marítima (Tm); e o ar tropical continental (Tc). Já no Brasil são cinco massas: massa equatorial atlântica (mEa); massa equatorial continental (mEc); massa tropical atlântica (mTa); massa tropical continental (mTc) e massa polar atlântica (mPa).

## Características
Massas de ar polares são frias. As qualidades do ar ártico são desenvolvidas sobre gelo e solo coberto de neve. O ar ártico é profundamente frio, mais frio do que massas de ar polares. O ar ártico pode ser superficial no verão, e rapidamente modifica-se enquanto se move equatorialmente. Massas de ar polares desenvolvem-se ao longo de latitudes mais elevadas sobre a terra ou no mar, são muito estáveis e, geralmente, são mais rasas do que o ar ártico. O ar polar sobre o oceano perde a sua estabilidade, já que ganha umidade sobre as águas oceânicas mais quentes.
Massas de ar tropicais e equatoriais são quentes, uma vez que elas se desenvolvem em latitudes mais baixas. Aquelas que se desenvolvem sobre a terra (massas continentais) são mais secas e mais quentes do que aqueles que se desenvolvem sobre os oceanos, e migram para o norte na periferia oeste da alta subtropical. Massas de ar superiores, além de serem secas, raramente atingem o solo, residindo sobre massas de ar tropicais marítimas e formando uma camada mais quente e seca sobre a massa de ar úmida abaixo. Massas polares continentais (PB) são as massas de ar que são frias e secas, devido à sua região de origem. Massas de ar continentais polares que afetam a América do Norte formam-se mais no interior do Canadá. Uma massa de ar Tropical Continental é um tipo de ar tropical produzido na região subtropical das regiões áridas, que são quentes e muito secas. As chamadas massas de ar instáveis (massas de ar frias que se deslocam sobre superfícies quentes) normalmente provocam a formação de nuvens cumuliformes; aguaceiros; ventos fortes ou em forma de rajadas; e trovoadas. Já em massas de ar estáveis (massas de ar quente que se deslocam sobre superfícies frias) são comuns nuvens estratiformes e nevoeiros; precipitação em forma de chuvas constantes ou chuviscos; e ventos mais moderados.

## Movimento e frentes
Uma sistema frontal é o limite entre duas massas de ar de densidades diferentes, e é a principal causa de fenômenos meteorológicos. Em análises de tempo e superfície, as frentes são descritas utilizando várias linhas coloridas e símbolos, dependendo do tipo. As massas de ar separadas por uma frente normalmente diferem na temperatura e umidade. Frentes frias podem apresentar faixas estreitas de tempestades e tempo severo, podendo ser precedidas por linhas de instabilidade ou linhas secas. Frentes quentes são geralmente precedidas por precipitação estratiforme e nevoeiros. Essas condições geralmente desaparecem rapidamente após a passagem de uma frente. Algumas frentes não produzem precipitação e nebulosidade pequenas, embora haja sempre uma mudança de vento.
Frentes frias e frentes oclusas geralmente se movem de oeste para leste, enquanto frentes quentes movem-se em direção aos polos. Devido à maior densidade do ar na sua esteira, frentes frias e oclusões frias movem-se mais rápido do que frentes quentes e oclusões quentes. Montanhas e organismos de água quente podem retardar o movimento de frentes. Quando uma frente se torna estacionária, e o contraste de densidade entre os limites frontais desaparece, a frente pode degenerar em uma linha que separa regiões com diferentes velocidade do vento.

## Modificação

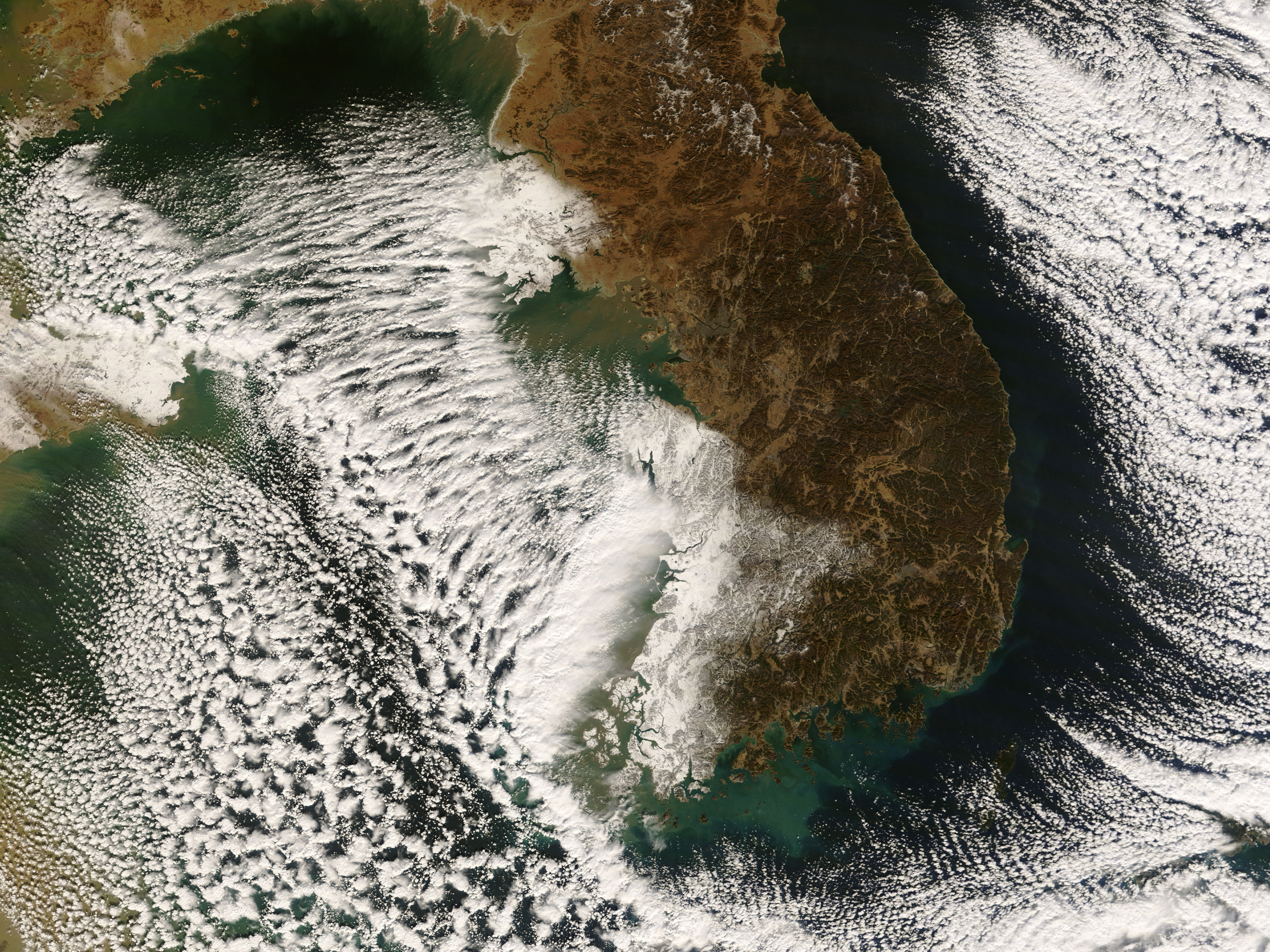
Bandas de neve próximas à Península Coreana.

As massas de ar podem ser modificadas de várias maneiras. O fluxo de superfície de vegetação subjacente, nas florestas, atua para umedecer a massa de ar sobrejacente. O calor das águas subjacentes mais quentes pode modificar significativamente uma massa de ar sobre distâncias variando entre 35 km e 40 km. Por exemplo, a sudoeste de ciclones extratropicais, o fluxo ciclônico se curva, trazendo ar frio através dos corpos de água relativamente quentes, o que pode levar a estreitas faixas de neve. Essas bandas trazem precipitação forte e localizada, uma vez que grandes massas de água, tais como lagos, armazenam o calor que resulta em diferenças de temperatura significativas (maiores do que 13°C) entre a superfície da água e do ar acima. Devido a essa diferença de temperatura, o calor e a umidade são transportados para cima, condensando-se em nuvens verticalmente orientadas (ver imagem de satélite) que produzem aguaceiros de neve. A diminuição da temperatura com a altura e profundidade da nuvem são diretamente afetadas tanto pela temperatura da água quanto pelo ambiente. Quando mais forte é queda da temperatura com a altura que as nuvens mais profundas podem chegar, maior será a taxa de precipitação.